# Gran Premio de Brasil de Motociclismo de 1988
El Gran Premio de Brasil de Motociclismo de 1988 fue la decimoquinta y última prueba de la temporada 1988 del Campeonato Mundial de Motociclismo. El Gran Premio se disputó el 17 de septiembre de 1988 en el Autódromo Internacional de Goiânia.

## Resultados 500cc
El ya campeón del mundo, Eddie Lawson no dio opción a sus rivales y también ganó la última prueba de la temporada. El estadounidense se limitó a ser segundo en esta carrera para conseguir su cuarto título. Por detrás, Wayne Gardner y Kevin Schwantz lucharon por el segundo puesto, que cayó del lado del piloto de Honda.
| Pos.     | Piloto              | Equipo                                   | Moto      | Tiempo    | Pts. |
| -------- | ------------------- | ---------------------------------------- | --------- | --------- | ---- |
| 1        | Eddie Lawson        | Marlboro Yamaha Team Agostini            | Yamaha    | 47:22.550 | 20   |
| 2        | Wayne Gardner       | Rothmans Honda Team                      | Honda     | +13.360   | 17   |
| 3        | Kevin Schwantz      | Suzuki Pepsi Cola                        | Suzuki    | +21.350   | 15   |
| 4        | Niall Mackenzie     | Team HRC                                 | Honda     | +24.120   | 13   |
| 5        | Christian Sarron    | Sonauto Gauloises Blondes Yamaha Mobil 1 | Yamaha    | +24.240   | 11   |
| 6        | Kevin Magee         | Team Lucky Strike Roberts                | Yamaha    | +24.280   | 10   |
| 7        | Pierfrancesco Chili | HB Honda Gallina Team                    | Honda     | +1:13.100 | 9    |
| 8        | Rob McElnea         | Suzuki Pepsi Cola                        | Suzuki    | +1:14.950 | 8    |
| 9        | Didier de Radiguès  | Marlboro Yamaha Team Agostini            | Yamaha    | +1:23.300 | 7    |
| 10       | Patrick Igoa        | Sonauto Gauloises Blondes Yamaha Mobil 1 | Yamaha    | +1 Vuelta | 6    |
| 11       | Fabio Barchitta     | Racing Team Katayama                     | Honda     | +1 Vuelta | 5    |
| 12       | Fernando González   |                                          | Honda     | +1 Vuelta | 4    |
| 13       | Donnie McLeod       | Racing Team Katayama                     | Honda     | +1 Vuelta | 3    |
| Ret      | Wayne Rainey        | Team Lucky Strike Roberts                | Yamaha    | Ret       |      |
| Ret      | Marco Gentile       | Fior Marlboro                            | Fior      | Ret       |      |
| Ret      | Ron Haslam          | Team ROC Elf Honda                       | Elf Honda | Ret       |      |
| Ret      | Bruno Kneubühler    | Romer Racing Suisse                      | Honda     | Ret       |      |
| Ret      | Alessandro Valesi   | Team Iberia                              | Honda     | Ret       |      |
| Ret      | Randy Mamola        | Cagiva Corse                             | Cagiva    | Ret       |      |
| Ret      | Roger Burnett       | Racing Team Katayama                     | Honda     | Ret       |      |
| Sources: |                     |                                          |           |           |      |

## Resultados 250cc
El español Sito Pons se proclamó campeón de la categoría de 250cc al quedar tercero y que su máximo oponente del catalán, el también español Joan Garriga se quedó sin opciones y quedó retrasado en las primeras vueltas. En la carrera, victoria para el francés Dominique Sarron por delante del venezolano Carlos Lavado.
| Pos. | Piloto               | Moto       | Tiempo     | Pts. |
| ---- | -------------------- | ---------- | ---------- | ---- |
| 1    | Dominique Sarron     | Honda      | 41:04.390  | 20   |
| 2    | Carlos Lavado        | Yamaha     | +5.320     | 17   |
| 3    | Sito Pons            | Honda      | +11.380    | 15   |
| 4    | Reinhold Roth        | Honda      | +11.640    | 13   |
| 5    | Juan Garriga         | Yamaha     | +16.680    | 11   |
| 6    | Helmut Bradl         | Honda      | +18.340    | 10   |
| 7    | Carlos Cardús        | Honda      | +20.040    | 9    |
| 8    | Jean-Philippe Ruggia | Yamaha     | +20.660    | 8    |
| 9    | Masahiro Shimizu     | Honda      | +30.460    | 7    |
| 10   | Jacques Cornu        | Honda      | +38.860    | 6    |
| 11   | Manfred Herweh       | Yamaha     | +1:01.470  | 5    |
| 12   | August Auinger       | Aprilia    | +1:01.640  | 4    |
| 13   | Harald Eckl          | Aprilia    | +1:01.790  | 3    |
| 14   | Stefano Caracchi     | Honda      | +1:01.940  | 2    |
| 15   | Donnie McLeod        | EMC-Rotax  | +1:09.030  | 1    |
| 16   | Urs Luzi             | Honda      | +1:15.600  |      |
| 17   | Luis Lavado          | Yamaha     | +1:17.520  |      |
| 18   | Hans Becker          | Yamaha     | +1:34.120  |      |
| 19   | Guy Bertin           | Yamaha     | +1 Vuelta  |      |
| 20   | Jean Foray           | Yamaha     | +1 Vuelta  |      |
| 21   | Alberto Puig         | Honda      | +1 Vuelta  |      |
| 22   | Jean-François Baldé  | Defi-Rotax | +1 Vuelta  |      |
| 23   | Eduardo Alemán       | Yamaha     | +1 Vuelta  |      |
| 24   | Sergio Granton       | Yamaha     | +2 Vueltas |      |
| 25   | Ricardo Blanco       | Yamaha     | +3 Vueltas |      |
| Ret  | Loris Reggiani       | Aprilia    | Ret        |      |
| Ret  | Alex Barros          | Fior       | Ret        |      |
| Ret  | Jean-Michel Mattioli | Yamaha     | Ret        |      |
| Ret  | Luca Cadalora        | Yamaha     | Ret        |      |
| Ret  | Thierry Rapicault    | Yamaha     | Ret        |      |
| Ret  | Jochen Schmid        | Honda      | Ret        |      |
| Ret  | Eduardo Amén         | Yamaha     | Ret        |      |
| Ret  | Iván Troisi          | Yamaha     | Ret        |      |
| Ret  | Martin Wimmer        | Yamaha     | Ret        |      |
| Ret  | Bruno Casanova       | Aprilia    | Ret        |      |
| DNQ  | Francisco Incorvaia  | Yamaha     | DNQ        |      |
| DNQ  | Paul Piloni          | Cabas      | DNQ        |      |
| DNQ  | Alfredo Rios         | Yamaha     | DNQ        |      |